# Cripta de Bernardo O'Higgins

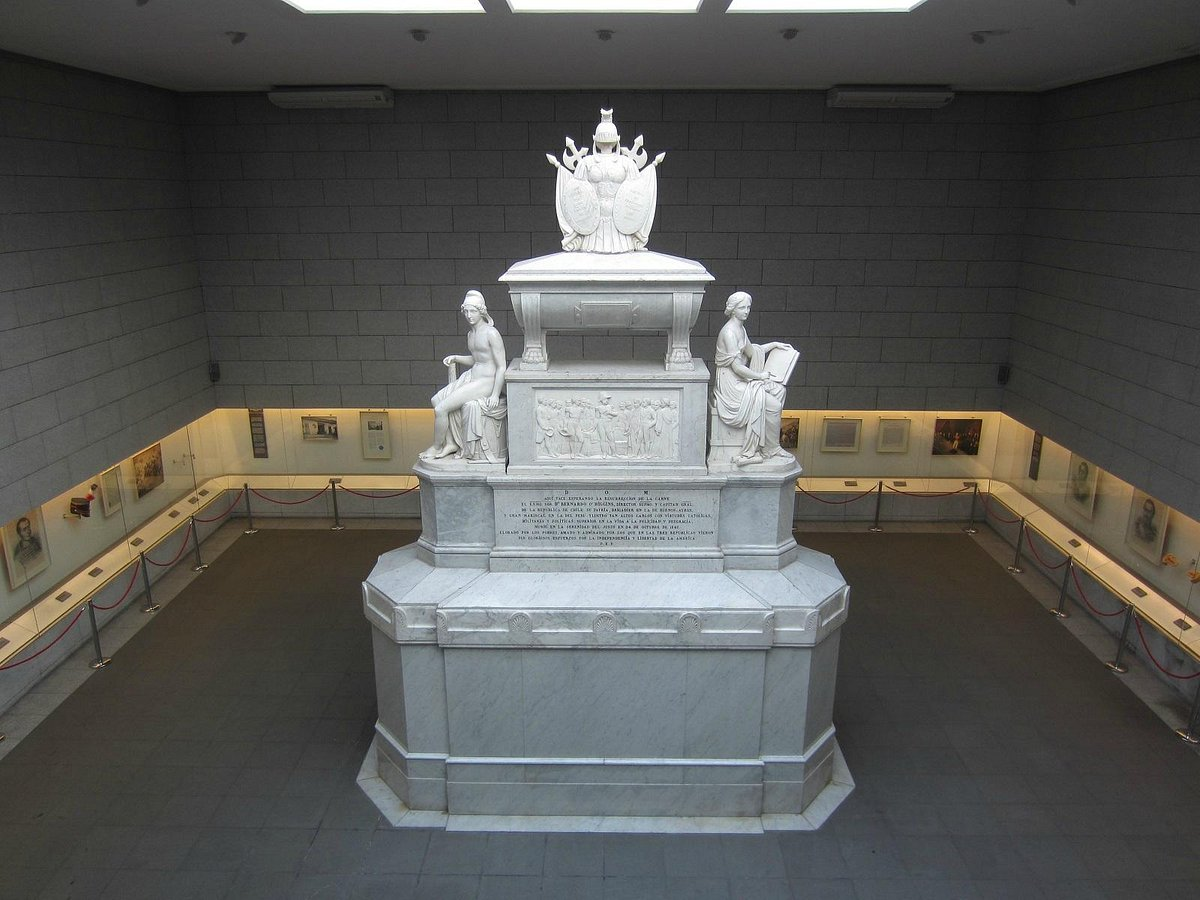
Vista de la Cripta de Bernardo O'Higgins.

La Cripta de Bernardo O'Higgins es una bóveda subterránea que alberga el monumento fúnebre con los restos de Bernardo O'Higgins. Se encuentra bajo la plaza de la Ciudadanía en la ciudad de Santiago, Chile.

## Historia
La construcción del monumento fúnebre fue encargada al escultor italiano Rinaldo Rinaldi por el hijo de Bernardo, Demetrio O'Higgins para albergar los restos del prócer en el Cementerio General, luego de que fueran repatriados desde Perú en 1869. Este mausoleo, construido en mármol de Carrara, fue inaugurado en el patio de los Presidentes del Cementerio General el 13 de enero de 1869.
El monumento y los restos de O'Higgins fueron trasladados al subsuelo del complejo arquitectónico del Altar de la Patria en 1979, y se mantuvieron ahí hasta el 18 de octubre de 2004, cuando fueron llevados a la Escuela Militar durante la erradicación del Altar para la construcción de la plaza de la Ciudadanía. El 10 de marzo de 2006 fue inaugurada la cripta remodelada de O'Higgins en la nueva Plaza de la Ciudadanía, y fueron sepultados los restos de O'Higgins nuevamente en el monumento fúnebre. Esta nueva cripta, a diferencia de la anterior, está abierta al público y contiene una pequeña exposición con la historia militar de Chile, a modo de línea temporal.